# Císař Francouzů

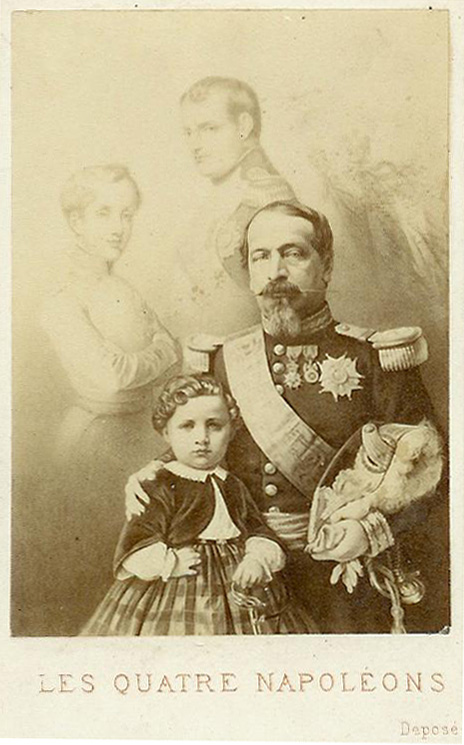
První čtyři Napoleoni

Císař Francouzů (francouzsky Empereur des Français) byl titul užívaný Napoleonem I. a Napoleonem III. z rodu Bonapartů v letech 1804–1814/15 a v letech 1852–1870, kteří stáli v čele Prvního a Druhého francouzského císařství.

## První císařství
Titul a úřad vznikly prohlášením Napoleona Bonaparta Senátem za císaře a jeho korunovací v pařížské katedrále Notre-Dame 2. prosince 1804.
Formulace „Císař Francouzů“ vyjadřovala, že Napoleon vládne francouzskému lidu z vůle národa a nepovažuje francouzský stát za osobní majetek získaný z milosti Boží, jak tomu bylo za ancien régime, kdy monarchistický titul zněl král Francie. Nové označení odpovídalo skutečnosti, že císařství bylo konstituční monarchií ustavenou k zachování úspěchů Francouzské revoluce a První francouzské republiky. Titul měl tedy vyjadřovat, že korunovace Napoleona neznamenala obnovení monarchie, která byla svržena revolucí v roce 1789, ale zavedení nového politického systému: moderního národního státu, ve kterém byl zrušen feudální systém, a jehož obyvatelé nebyli poddaní, ale občané s rovnými právy.
Napoleonova vláda skončila poprvé v roce 1814 restaurací Bourbonů a jeho vyhnanstvím na Elbě. Poté byl sesazen po svém krátkodobém návratu za vlády Sto dnů, když byl 22. června 1815 poražen v bitvě u Waterloo a vyhoštěn na ostrov Svatá Helena , kde zemřel dne 5. května 1821.

## Druhé císařství
Bonapartistická vláda byla obnovena po únorové revoluci v roce 1848. Napoleonův synovec Louis-Napoléon Bonaparte se nejprve nechal zvolit prezidentem Druhé republiky, ale již v roce 1851 provedl státní převrat, při kterém bylo Národní shromáždění zbaveno svých pravomocí. V následujícím roce se dne 7. listopadu 1852 nechal lidovým hlasováním zvolit císařem. K datu 2. prosince (symbolicky jako jeho strýc) byl jako Napoleon III. korunován na francouzského císaře. Druhé císařství trvalo až do 4. září 1870, poté, co byl Napoleon III. zajat v bitvě u Sedanu ve francouzsko-pruské válce a prohlášen za sesazeného v Paříži. Po neúspěšných pokusech o obnovu vlády odešel do exilu do Velké Británie, kde 9. ledna 1873 zemřel.

## Pretendenti
Po smrti jediného syna Napoleona III., Napoleona Evžena Ludvíka v roce 1879 byli různí představitelé rodu Bonaparte považováni za uchazeče o francouzský císařský trůn. Současným uchazečem je Charles, princ Napoléon (nar. 1950) jako Napoleon VII., který se 3. května 1997 stal hlavou dynastie. Jeho postavení však zpochybňuje jeho syn Jean-Christophe Napoléon (nar. 1986), který byl určen jako dědic v závěti svého zesnulého dědečka Louise Napoléona (1914–1997) (Napoleon VI.).